# Paranelaphinis cuprea
Paranelaphinis cuprea är en skalbaggsart som beskrevs av Franz Antoine 1988. Paranelaphinis cuprea ingår i släktet Paranelaphinis och familjen Cetoniidae. Inga underarter finns listade i Catalogue of Life.